# Prodromus
Prodromus is een geslacht van wantsen uit de familie van de Miridae (Blindwantsen). Het geslacht werd voor het eerst wetenschappelijk beschreven door William Lucas Distant in 1904.

## Soorten
Het genus bevat de volgende soorten:

- Prodromus abuyog Stonedahl, 1988
- Prodromus alboviridescens (Motschulsky, 1863)
- Prodromus apoensis Stonedahl, 1988
- Prodromus bakeri Stonedahl, 1988
- Prodromus borneoensis Stonedahl, 1988
- Prodromus cambodiensis Stonedahl, 1988
- Prodromus chiangmaiensis Stonedahl, 1988
- Prodromus clypeatus Distant, 1904
- Prodromus gressitti Stonedahl, 1988
- Prodromus ibbaicus Linnavuori, 1975
- Prodromus joveri Delattre, 1950
- Prodromus kawandanus Odhiambo, 1962
- Prodromus melanonotus Carvalho, 1951
- Prodromus mindanao Stonedahl, 1988
- Prodromus nigrus (Carvalho, 1981)
- Prodromus nimbus Delattre, 1950
- Prodromus novoguinensis Stonedahl, 1988
- Prodromus oculatus (Poppius, 1912)
- Prodromus pelagus Stonedahl, 1988
- Prodromus philippinensis (Poppius, 1915)
- Prodromus ranau Stonedahl, 1988
- Prodromus sabah Stonedahl, 1988
- Prodromus subflavus Distant, 1904
- Prodromus subviridis Distant, 1904
- Prodromus tafoensis Stonedahl, 1988
- Prodromus thaliae China, 1944